# Benczúr Miklós
Benczúr Miklós (Bánk, 1821. január 11. – Nyíregyháza, 1862. június 14.) ügyvéd, honvédtiszt, országgyűlési képviselő.

## Családja, pályakezdése
A köznemesi származású Benczúr Sámuel evangélikus lelkész és Csikányi Erzsébet nyolc gyermeke közül ötödikként született. Benczúr Sámuel a felkínált lelkészi állást elfogadva, 1827-ben költözött családjával Nyíregyházára, de rövidesen, 1830-ban tüdőbetegségben elhunyt. Benczúr Miklós Lőcsén végezte gimnáziumi tanulmányait, majd az eperjesi jogakadémián 1842-ben ügyvédi vizsgát tett. Rövid idejű breznóbányai tanítóskodás, valamint Pesten a Haller családnál folytatott nevelői és egyben jogász állás betöltése után 1846-ban tért vissza Nyíregyházára. Közben irodalommal is foglalkozott, több történelmi novellája jelent meg, mint például a kenyérmezei csatáról írott, 1846-ban, az Életképekben.
Testvérei közül ketten szintén jogot végeztek, Adolf 1841-ben Nyíregyháza tiszti ügyésze, János 1848-ban a város aljegyzője lett. Zsuzsanna nevű testvére elbeszéléseket írt különféle lapokba, és a szabadságharc után nevelőintézetet nyitott Nyíregyházán.
Benczúr Miklós 1847 végén járult lakosítási, letelepedési kérelemmel a nyíregyházi képviselő-testülethez.

## Szerepe az 1848–1849-es szabadságharcban
1848. március 20-án a fővárosi forradalmi eseményekről értesülve felhívást szerkesztett Nyíregyháza polgáraihoz. A „Nagy Érdemű Közönség!”-nek címzett felszólításban hangsúlyozta, hogy a véráldozat nélküli forradalom eredményeként a nemzet évtizedes reformkövetelései váltak valóra, „a nagy öröm az ország szívéből is ide hatott mi hozzánk”, „Nyíregyháza városának polgáraiban is csak oly nemes vér buzog, mint budapesti polgártársainkban”, ezért „a nagyszerű napot, március hó 15-ét meg nem ünnepelnünk polgári bűn lenne”. A másnapra már összehívott, összeülő megyei közgyűlés részvevőit is arra figyelmezteti, hogy „minden községek kiküldendő képviselőik által, a megye dolgaiba 's tanácskozásaiba, így mellékesen a bekövetkezendő tisztújításba is befolyhassanak. Mert a nép egyetértése most elmúlhatatlanul szükséges.” A nyíregyházi forradalmi események kezdetét jelentő felhívást a 12 ponttal együtt számos helyen kifüggesztették.
1848 márciusában a Magyar Nemzeti Múzeum előtt is tartott beszédet a néphez; azután a Pesti Hírlapba (1848. 51. sz.), a Marcius Tizenötödikébe (1848. 58. sz.) és a Nemzeti Hírlapba (1848) irt ellenzéki cikkeket; ez utóbbi lap beszédeit is hozta. 1848. június 15-én ő javasolta Hatzel Mártont Nyíregyháza országgyűlési képviselőjének, akit meg is választottak.
1848 őszén a Szabolcs vármegyei önkéntesek között részt vett a Josip Jelačić elleni hadműveletekben. A pákozdi, más források szerint a schwechati csatában súlyosan megsebesült. Felépülése után visszatért Nyíregyházára és folytatta közéleti tevékenységét.
1849 márciusától részt vett a Szemere Bertalan által, területvédelmi céllal szervezett félreguláris felső-magyarországi védsereg szabolcsi osztályának felállításában, majd április 10-én ennek, a Védsereg 4. osztálya nevet viselő alakulatnak parancsnokává nevezték ki vezérkapitányi – vezénylő századosi – rangban. Az osztály április 24-én a tervezett 500 fővel szemben csak 380 főből, tiszti kara a tervezett tizenkét fővel szemben vele együtt kilenc főből állt. Az alakulatnál komoly fegyverzeti problémák lehettek, mert május 20-áról lándzsák átvételéről szóló nyugták maradtak fenn.
A négy századra tagolt alakulat 1849 május végén Polenára vonult. A június 1-jén itt elkészített létszámkimutatás szerint kilenc tisztet, 458 közvitézt és 61 altisztet számláló osztály a Kazinczy Lajos ezredes parancsnoksága alatt álló 19. hadosztály kötelékébe került. A Bereg–Máramaros–Ugocsa–Ung megyében állomásozó hadosztály feladata volt a Kárpátok hágóinak védelme egy Galícia, vagy Bukovina felől jövő támadás esetére. A védsereg szabolcsi osztálya a Kárpátalján létesített hadianyag- és lőszergyártó üzemek biztosítását látta el Munkács térségében, illetve egy része a Vereckei-hágó őrségét adta.
Kazinczy Lajos az orosz főerők Felső-Magyarországra történt betörését követően hadosztályának létszámát újoncozással közel duplájára emelte. Az átszervezéssel sor került a félreguláris alakulatok honvédzászlóaljakká szervezésére is. Benczúr már ezt megelőzően kérte, Bónis Sámuel, az Igazságügyi Minisztérium államtitkára, Szabolcs vármegye volt kormánybiztosa közbenjárását alakulata reguláris zászlóaljjá alakításához, és Bónis javaslatára Kossuth Lajos június 24-én utasította a hadügyminisztériumot hogy Kazinczy ezredest „e csapatnak rendes honvédzászlóaljjá leendő átalakitására utasitsa, meghagyván neki egyszersmind, miszerint azt a nyiregyházi ujoncztelepből egészitse ki [...] a csapatnak szolgálatban jártas és ügyes tisztjeit válassza ki és megerősités végett a ministeriumhoz terjessze fel; a többi netán szükséges főtisztek az első tíz honvédzászlóalj altisztjeiből lévén kinevezendők.” Benczúr Miklóst július 18-án őrnaggyá léptették elő és kinevezték a szabolcsi védseregből alakult 139. honvédzászlóalj parancsnokává.
A Kazinczy-hadosztály augusztus első hetében kapott utasítást, miszerint vonuljon Erdélybe, Bem tábornok segítségére, és az alakulat két hetes menet után, augusztus 20-án érkezett Désre. A háború addigra azonban már eldőlt, ezért a csatlakozott alakulatokkal már mintegy tizenkétezer fős sereg haditanácsa a fegyverletétel mellett döntött. Az ezt követő zsibói fegyverletételt azonban már csak néhány ezer katona és hatvan tiszt hajtotta végre, mert a haditanács és az orosz csapatok beérkezése között a sereg nagyobb része feloszlott. Benczúr Miklósnak így sikerült kiszöknie az országból és csatlakoznia a törökországi magyar emigrációhoz.

## Pályája a szabadságharc után
1851 novemberében hazatért. A későbbi kutatás erre vonatkozó adatot nem talált, de a császári hatóságok Kossuth Lajos ügynökét sejtették benne és három év vizsgálati fogság után 1854. február 23-án Nagyváradon kötél általi halálra ítélték. Rövidesen kegyelmet kapott és visszatérhetett Nyíregyházára, az ügyvédi tevékenységtől azonban eltiltották. Ő ennek ellenére, más neve alatt gyakorolta azt, s ez által biztosította megélhetését. 1857-ben házasságot kötött a nyíregyházi Sulyán Erzsébettel. 1858-tól ismét saját nevén gyakorolhatta ügyvédi hivatását. Az ellenforradalmi szigor enyhülésekor ismét tevékenyen részt vett városa közéletében. Parancsnoka lett a nyíregyházi polgárőrségnek, azonban – mivel a lakosság egy része nehezményezte, hogy új parancsnokot választottak, miközben az 1848-as nemzetőrség parancsnoka, Kralovánszky András még él, – 1861 elején átadta posztját Kralovánszky Andrásnak. A szintén nyíregyházi ügyvéd Kovách Gergely, volt honvéd főhadnagy ellenfeleként indult az 1861. évi országgyűlési választásokon, és február 27-én 329:178 arányban el is nyerte a mandátumot. Az országgyűlésen Nyíregyháza város képviseletében a Határozati Párthoz csatlakozott. Az országgyűlés feloszlatása után visszatért a városba, a szűcsök ipartestületénél, illetve a Kállayak családi ügyeiben jogtanácsosként folytatta ügyvédi tevékenységét. A nagyváradi börtönben szerzett betegsége következtében hunyt el életének negyvenkettedik évében 1862. június 14-én.

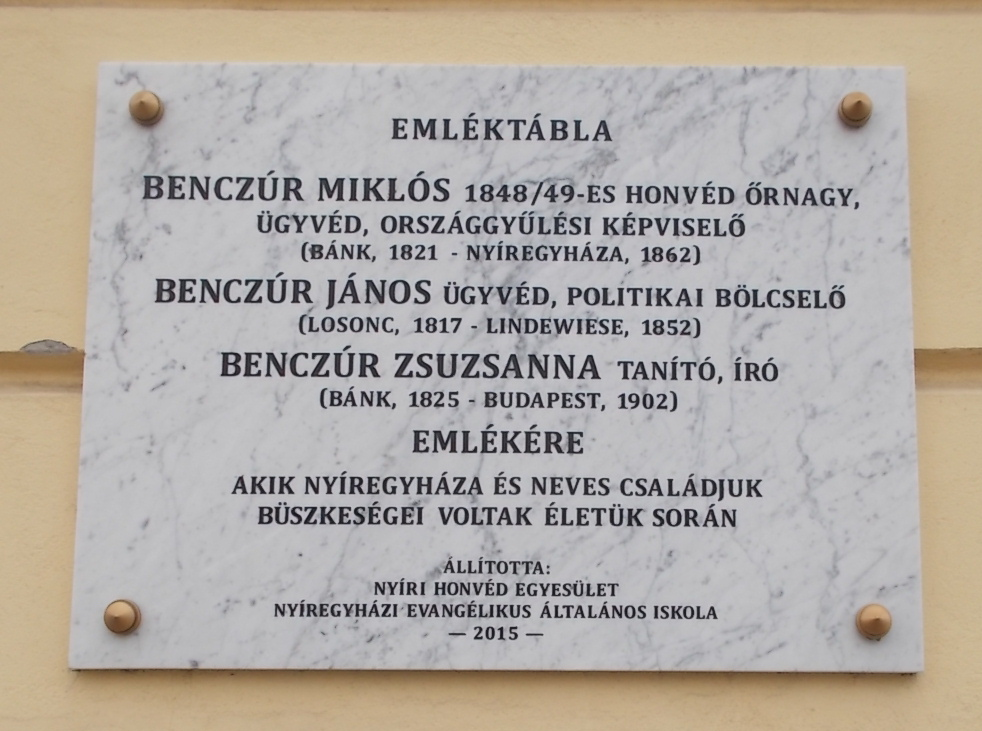
Benczúr Miklós, Benczúr János és Benczúr Zsuzsanna emléktáblája Nyíregyházán

## Munkái
A 40-es években gyakran találkozunk nevével a szépirodalmi lapokban; verset, beszélyt és történeti cikkeket irt a Honderűbe (1845–47. B-r M. jegyek alatt is), Pesti Divatlapba (1845.), az Életképekbe (1846.) és az Irodalmi Őrbe (1846.)

## Emlékezete
Nyíregyházi sírját a 20. század első felében felszámolták. Szülőhelyén ma utca viseli nevét.